# Giulio Cesare Ferrari
Pour les articles homonymes, voir De Ferrari et Ferrari.
Giulio Cesare Ferrari, né en 1818 à Bologne et mort en 1899 probablement dans la même ville, est un peintre néoclassique italien du XIXe siècle.

## Biographie
Giulio Cesare Ferrari a étudié à l'Académie des beaux-arts de Bologne avec comme tuteurs Clemente Albèri et Napoleone Angiolini. Après ses études, il commence à exposer ses œuvres dès 1836 à l'exposition académique avec deux paysages témoignant de son respect pour Rodolfo Fantuzzi. Six ans plus tard, en 1844, il rejoint Adeodato Malatesta à Modène avec son collègue Alessandro Guardassoni où il se spécialise dans les scènes de genre et historiques. Il enseigne notamment à Gaetano Chierici qui fut connu pour ces mêmes scènes de genre. Il organise beaucoup d'expositions sur les scènes de genre où l'on put constater la similarité aux peintures de Francesco Hayez.

## Œuvres
Liste non-exhaustive de ses peintures :
- Faits des illustres familles Marescotti (it) et Bentivoglio, huile sur toile, 1844, Modène ;
- Un orphelin qui demande la charité pour elle et sa grand-mère, huile sur toile, 1861, Florence ;
- Esmeralda, huile sur toile, 1867, Pinacothèque nationale de Bologne.